# PDSS1
PDSS1 (англ. Decaprenyl diphosphate synthase subunit 1) – білок, який кодується однойменним геном, розташованим у людей на короткому плечі 10-ї хромосоми. Довжина поліпептидного ланцюга білка становить 415 амінокислот, а молекулярна маса — 46 261.
| 10         |  | 20         |  | 30         |  | 40         |  | 50         |
| ---------- |  | ---------- |  | ---------- |  | ---------- |  | ---------- |
| MASRWWRWRR |  | GCSWKPAARS |  | PGPGSPGRAG |  | PLGPSAAAEV |  | RAQVHRRKGL |
| DLSQIPYINL |  | VKHLTSACPN |  | VCRISRFHHT |  | TPDSKTHSGE |  | KYTDPFKLGW |
| RDLKGLYEDI |  | RKELLISTSE |  | LKEMSEYYFD |  | GKGKAFRPII |  | VALMARACNI |
| HHNNSRHVQA |  | SQRAIALIAE |  | MIHTASLVHD |  | DVIDDASSRR |  | GKHTVNKIWG |
| EKKAVLAGDL |  | ILSAASIALA |  | RIGNTTVISI |  | LTQVIEDLVR |  | GEFLQLGSKE |
| NENERFAHYL |  | EKTFKKTASL |  | IANSCKAVSV |  | LGCPDPVVHE |  | IAYQYGKNVG |
| IAFQLIDDVL |  | DFTSCSDQMG |  | KPTSADLKLG |  | LATGPVLFAC |  | QQFPEMNAMI |
| MRRFSLPGDV |  | DRARQYVLQS |  | DGVQQTTYLA |  | QQYCHEAIRE |  | ISKLRPSPER |
| DALIQLSEIV |  | LTRDK      |  |            |  |            |  |            |

A: Аланін

C: Цистеїн

D: Аспарагінова кислота

E: Глутамінова кислота

F: Фенілаланін

G: Гліцин

H: Гістидин

I: Ізолейцин

K: Лізин

L: Лейцин

M: Метіонін

N: Аспарагін

P: Пролін

Q: Глутамін

R: Аргінін

S: Серин

T: Треонін

V: Валін

W: Триптофан

Кодований геном білок за функцією належить до трансфераз. 
Задіяний у такому біологічному процесі, як альтернативний сплайсинг. 
Білок має сайт для зв'язування з іонами металів, іоном магнію. 
Локалізований у мітохондрії.